# 435 î.Hr.

## Arte, științe, literatură și filozofie
- Phidias a sculptat Statuia lui Zeus din Olympia.

## Nașteri
- dată necunoscută: Aristip  (d. 355 î.Hr.)

## Decese
- dată necunoscută: Epicarmos  (n. 524 î.Hr.)

## Legături externe
Materiale media legate de 435 î.Hr. la Wikimedia Commons